# Nätsax
Nätsax är en anordning på vissa ubåtar och torpeder för avskärande av påträffade skyddsnät.